# 襲擊
襲擊（英語：raiding；depredation），突襲，是一種攻擊行動或軍事手段，常常是趁目標不注意或無特別防範之處打擊它。單字襲有時也是同樣的意思。

## 軍事
襲擊是歷史久遠的軍事戰術，成功的襲擊是攻其不備，是故，偷襲也是一種很常見的說法。

### 史例
87年時的例子，東漢護羌校尉傅育想要討伐叛羌中以迷吾為首的燒當羌，組織了河西、陝西等幾個郡準備合攻。但傅育沒有等到聯軍會師就獨自進軍，夜晚追敵時便被迷吾襲擊成功。「......育請發諸郡兵數萬人共擊羌。未及會，三月，育獨進軍。迷吾聞之，徙廬落去。育遣精騎三千窮追之，夜，至三兜谷，不設備，迷吾襲擊，大破之，殺育及吏士八百八十人。......」

### 目標
襲擊有各種不同的目標，這些目標是有價值且值得犧牲的：
- 殺死主要軍事將領。
- 搶劫、掠奪物資，例如糧草或彈藥。
- 破壞物資，當條件無法掠奪為己用時便破壞以令敵人無法使用。
- 打擊敵人士氣，使敵人未來的作戰失去衝勁，例如偷襲敵人本營。
- 綁架或殺死要員，讓敵人失去護衛的目標。
- 造成威脅，可令人認為不安全而避開。
- 侵擾道路，使人不敢使用該路線，進而能製造包圍機會。
- 援救人質。
- 探敵虛實，獲得情報。

### 進行
通常進行襲擊的都是小規模部隊，與大規模部隊相比，移動速度較快，也容易隱藏行蹤。如古代騎兵要避免產生煙塵被敵人發現，會減少規模，而且容易藏身在林中。為了能攻其不備，選擇夜間或是晨昏時展開行動是相當普遍的。
一再的確認敵人無防備之後，便可展開襲擊行動。然而，達到目標便可立刻收兵。由於戰況一直在變化，小規模部隊也利於立即指揮。

### 裝備與技術
這些技術或新科技有利於進行一場襲擊。
- 無線電波對講機
- 夜視鏡